# Casarano
Casarano è un comune italiano di 19 036 abitanti della provincia di Lecce in Puglia, situato nel Salento sud-occidentale.

## Geografia fisica

### Territorio
Casarano sorge nel Salento meridionale, 46 chilometri a sud-ovest di Lecce, a circa 34 chilometri dalla punta estrema della Puglia, Santa Maria di Leuca, e a circa 10 chilometri dal mar Ionio.
Il territorio del Comune, che si estende per 38,08 km², risulta compreso tra i 52 e i 177 m s.l.m. L'escursione altimetrica complessiva risulta essere pari a 125 metri. L'agro casaranese è coltivato principalmente ad uliveto secolare ma insistono anche piantagioni di vitigni, agrumi, mandorli e colture di ortofrutta.
Vi sono diverse aree agrarie popolate circostanti il comune, come: località Spagnulo, Manfio, Monticelli, Parati, Formica-Memmi.
- Classificazione sismica: zona 4 (sismicità molto bassa), Ordinanza PCM n. 3274 del 20/03/2003

### Clima
Dal punto di vista meteorologico Casarano rientra nel territorio del basso Salento che presenta un clima prettamente mediterraneo, con inverni miti ed estati caldo umide. In base alle medie di riferimento, la temperatura media del mese più freddo, gennaio, si attesta attorno ai +9 °C, mentre quella del mese più caldo, agosto, si aggira sui +25,1 °C. Le precipitazioni medie annue, che si aggirano intorno ai 676 mm, presentano un minimo in primavera-estate ed un picco in autunno-inverno.
Facendo riferimento alla ventosità, i comuni del basso Salento risentono debolmente delle correnti occidentali grazie alla protezione determinata dalle Serre salentine che creano un sistema a scudo. Al contrario le correnti autunnali e invernali da Sud-Est, favoriscono in parte l'incremento delle precipitazioni, in questo periodo, rispetto al resto della penisola.
| Casarano                   | Mesi | Mesi | Mesi | Mesi | Mesi | Mesi | Mesi | Mesi | Mesi | Mesi | Mesi | Mesi | Stagioni | Stagioni | Stagioni | Stagioni | Anno |
| Casarano                   | Gen  | Feb  | Mar  | Apr  | Mag  | Giu  | Lug  | Ago  | Set  | Ott  | Nov  | Dic  | Inv      | Pri      | Est      | Aut      | Anno |
| -------------------------- | ---- | ---- | ---- | ---- | ---- | ---- | ---- | ---- | ---- | ---- | ---- | ---- | -------- | -------- | -------- | -------- | ---- |
| T. max. media (°C)         | 12,4 | 13,0 | 14,8 | 18,1 | 22,6 | 27,0 | 29,8 | 30,0 | 26,4 | 21,7 | 17,4 | 14,1 | 13,2     | 18,5     | 28,9     | 21,8     | 20,6 |
| T. min. media (°C)         | 5,6  | 5,8  | 7,3  | 9,6  | 13,3 | 17,2 | 19,8 | 20,1 | 17,4 | 13,7 | 10,1 | 7,3  | 6,2      | 10,1     | 19,0     | 13,7     | 12,3 |
| Precipitazioni (mm)        | 80   | 60   | 70   | 40   | 29   | 21   | 14   | 21   | 53   | 96   | 109  | 83   | 223      | 139      | 56       | 258      | 676  |
| Umidità relativa media (%) | 79,0 | 78,9 | 78,6 | 77,8 | 75,7 | 71,1 | 68,4 | 70,2 | 75,4 | 79,3 | 80,8 | 80,4 | 79,4     | 77,4     | 69,9     | 78,5     | 76,3 |

- Classificazione climatica di Casarano:[5]
  - Zona climatica: C
  - Gradi giorno: 1 153

## Origini del nome
Le origini del nome sono sconosciute. È possibile che derivi da un Caesar romano che si potrebbe ipotizzare sia stato assegnatario del territorio durante la conquista romana avvenuta nel III sec. a.C.

## Storia

### Origini
Le origini della città di Casarano sono altrettanto incerte quanto il toponimo. Alcune steli litiche con epigrafi in latino scoperte durante i lavori di restauro della chiesa di Santa Maria della Croce in Casaranello fanno risalire la nascita della cosiddetta "Casarano Piccola" al periodo romano, attorno al I secolo a.C., è possibile quindi che alcune terre potessero essere state assegnate ad un soldato romano Caesar, forse in pagamento delle sue prestazioni come legionario. 
E' assai probabile che il primo nucleo di un borgo rurale si trovasse nei dintorni dell'attuale Chiesa di Casaranello alla periferia sud del Paese. 

### La fondazione
Non è certa la datazione della fondazione di Casarano "grande" (Caesaranum magnum) dove nei documenti pervenutici di epoca angioina è evidente la netta distinzione fra una Casarano grande e una Casarano piccola e se la Casarano grande del periodo poteva avere non più di alcune centinaia di abitanti è desumibile che la Casarano piccola fosse un piccolo borgo rurale con pochi nuclei familiari residenti.
Probabilmente in corrispondenza dell'infeudamento normanno avvenuto intorno al 1200 gli abitanti di Casarano "piccola" si trasferirono progressivamente nei pressi del fortilizio di difesa costruito con ogni probabilità dove oggi sorge palazzo D'Aquino ed in concomitanza con l'infeudamento del territorio.
Una tomba risalente a questo periodo è stata recentemente ritrovata durante lavori di risistemazione della pavimentazione del centro storico che confermano questa ipotesi.
Comune nella zona è peraltro l'evenienza che un borgo "piccolo" sia stato poi assorbito o si sia spopolato a favore di un borgo più grande in età normanna, probabilmente per ragioni di sicurezza od anche per usufruire dell'indotto economico che la vicinanza di una struttura difensiva o un castello potevano offrire ed in funzione del sistema castellare normanno dove si sceglievano luoghi in altura per la costruzione di torri e castelli. Lo stesso fenomeno infatti è registrato nella vicina Matino dove una "Matino piccola" pur registrata negli annali fiscali ed anche in molti documenti religiosi, scompare a favore di una "Matino grande" di origine normanna situata a più alta quota sulla serra salentina, esattamente ed apparentemente con lo stesso meccanismo di Casarano.

### Dai Normanni ai Veneziani
Con l'avvento dei Normanni, il feudo di Casarano fu assoggettato, da Tancredi d'Altavilla nel 1189, a Ottavio Fuggetta (o Foggetta) insieme al casale di Taviano, passato poi ai Baniardo. Nel periodo Svevo appartenne a Goffredo di Cosenza che lo acquistò "maritali nomine" avendo sposato la locale feudataria Adelasia Baniardo di Casarano, famiglia della quale, già feudataria di Taviano aveva evidentemente assorbito anche il feudo casaranese. Goffredo morì nell'aprile del 1269 nell'Assedio di Gallipoli 1268-1269 impiccato dagli Angioini dopo la conquista della città. Il feudo in un primo momento confiscato fu restituito in usufrutto ad Adelasia fino alla morte. Il feudo di Caesaranum Magnum passò dunque nelle mani di diverse casate nobiliari tra i quali i Tomacelli. Alla famiglia Tomacelli forse appartenne papa Bonifacio IX, pontefice dal 1389 al 1404 anche se questo evento è contestato da molti storici. Nel 1484, durante il periodo aragonese i veneziani, che avevano espugnato la città di Gallipoli, si insediarono a Casarano e in altri centri vicini per alcuni mesi.

### Dal Cinquecento ai nostri giorni
Dopo il brevissimo periodo dei veneziani, il feudo passò nelle mani dei Filomarino, dei Conca e dei D'Aquino. Nel 1639 era feudatario Matteo D'Aquino che restaurò e ingrandì la chiesa della Madonna della Campana. Il XVIII secolo fu un periodo di rinascita sociale con la creazione di enti assistenziali e la costruzione di varie chiese. Nel 1717, con il duca Giacinto D'Aquino, venne eretto l'austero castello, oggi di proprietà dei De Lorenzi. Nel Novecento si assiste al passaggio dall'economia prevalentemente agricola a quella artigianale ed industriale.
Il 14 agosto 1943, durante la seconda guerra mondiale, viene sganciata una bomba sulla città da parte dell'aviazione inglese, che provoca 6 morti e 17 feriti tra i civili.

#### Chiesa di Santa Maria della Croce

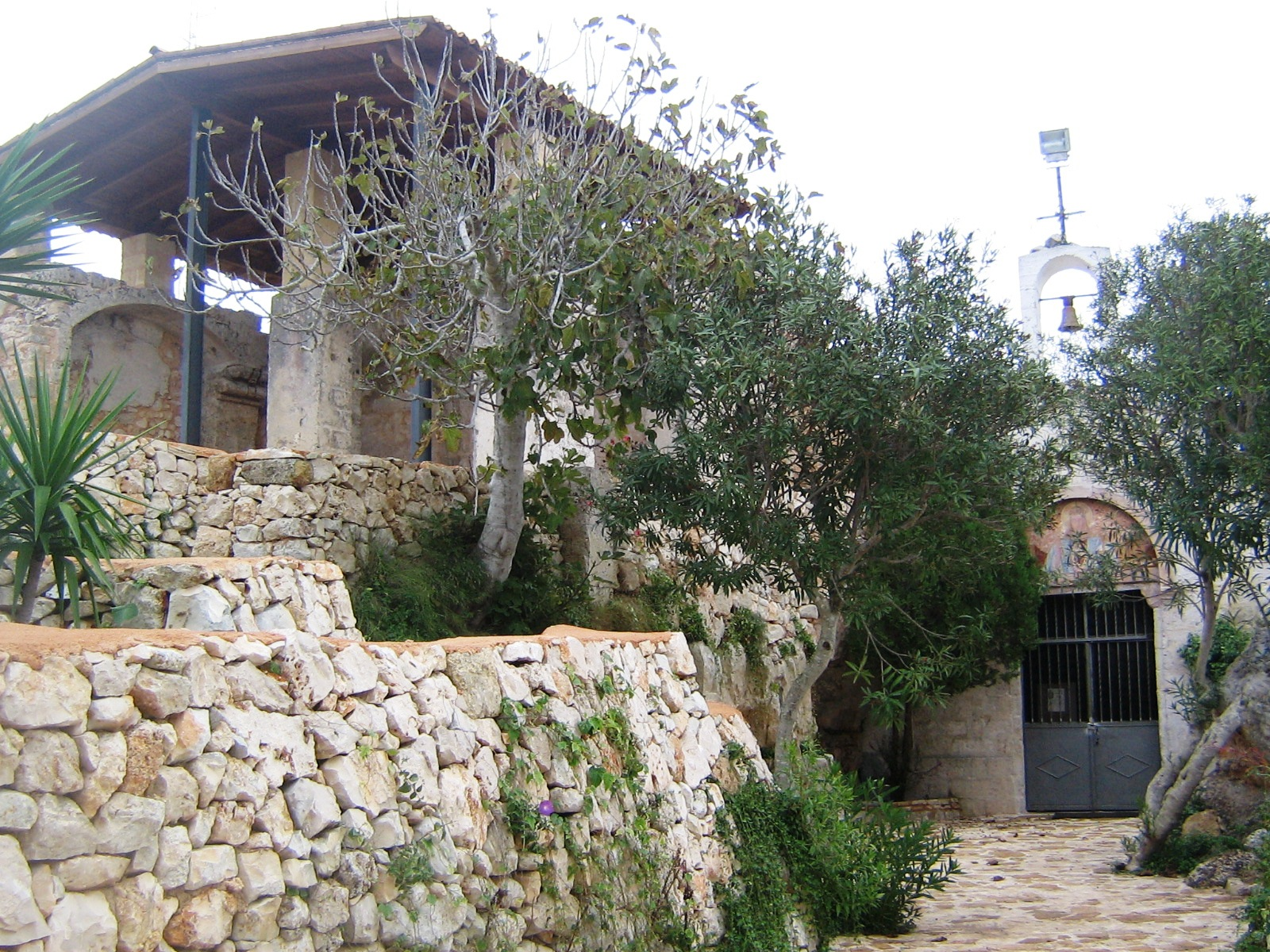
Cripta del Crocifisso e ruderi del Convento

### Simboli
Descrizione araldica dello stemma:
(D.P.R. 4 febbraio 1993)
Blasonatura del Gonfalone:

## Monumenti e luoghi d'interesse

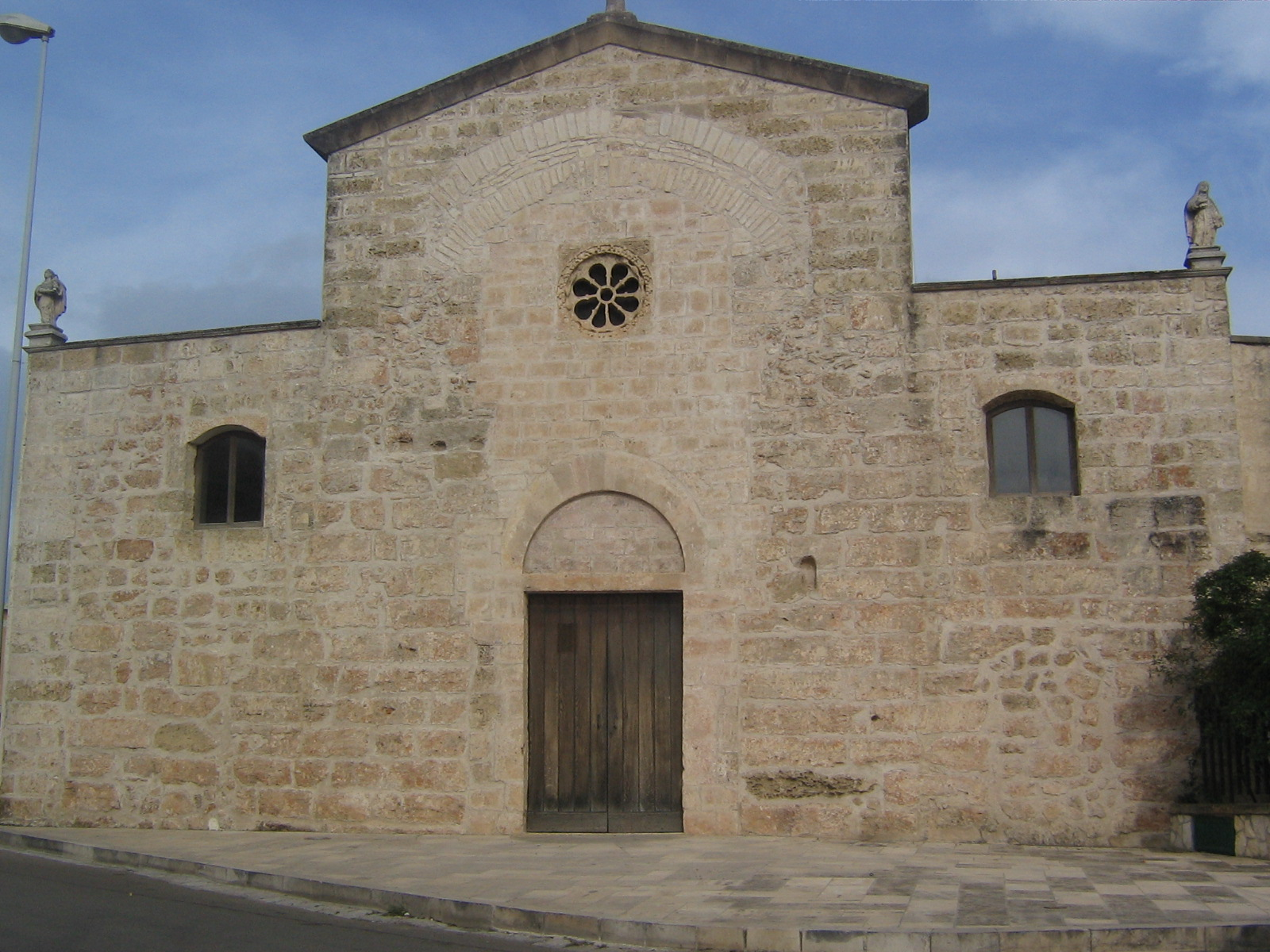
Chiesa di Casaranello

### Architetture religiose

#### Cripta del Crocifisso
Situata in aperta campagna, nel territorio del comune di Ruffano, la cripta basiliana del Crocifisso o di Santa Costantina è un ambiente ipogeo naturale trasformato in luogo di culto dai bizantini nell'XI secolo. Nonostante ricada in territorio ruffanese e sotto la giurisdizione ecclesiale della Chiesa Madre di Ruffano, la cripta è stata da sempre ritenuta parte integrante della città di Casarano.
La zona circostante la cripta, nelle cui vicinanze sono ancora presenti i ruderi dell'antico convento appartenuto dapprima ai monaci basiliani e successivamente agli Olivetani, rappresenta un importante sito preistorico, storico e naturalistico. Graffiti di epoca paleolitica e fossili risalenti a comunità del periodo Neolitico convivono con le affrescate pareti della grotta. Degli affreschi bizantini si ricordano quello del Cristo crocifisso con San Giovanni Apostolo e Maria Addolorata e quello raffigurante Santa Costantina. Da ammirare anche le numerose masserie e ripari trulliformi presenti su tutto il territorio di Casarano soprattutto in Contrada Palla situata a 160 metri s.l.m. raggiungibile dalla strada prov.per Supersano.

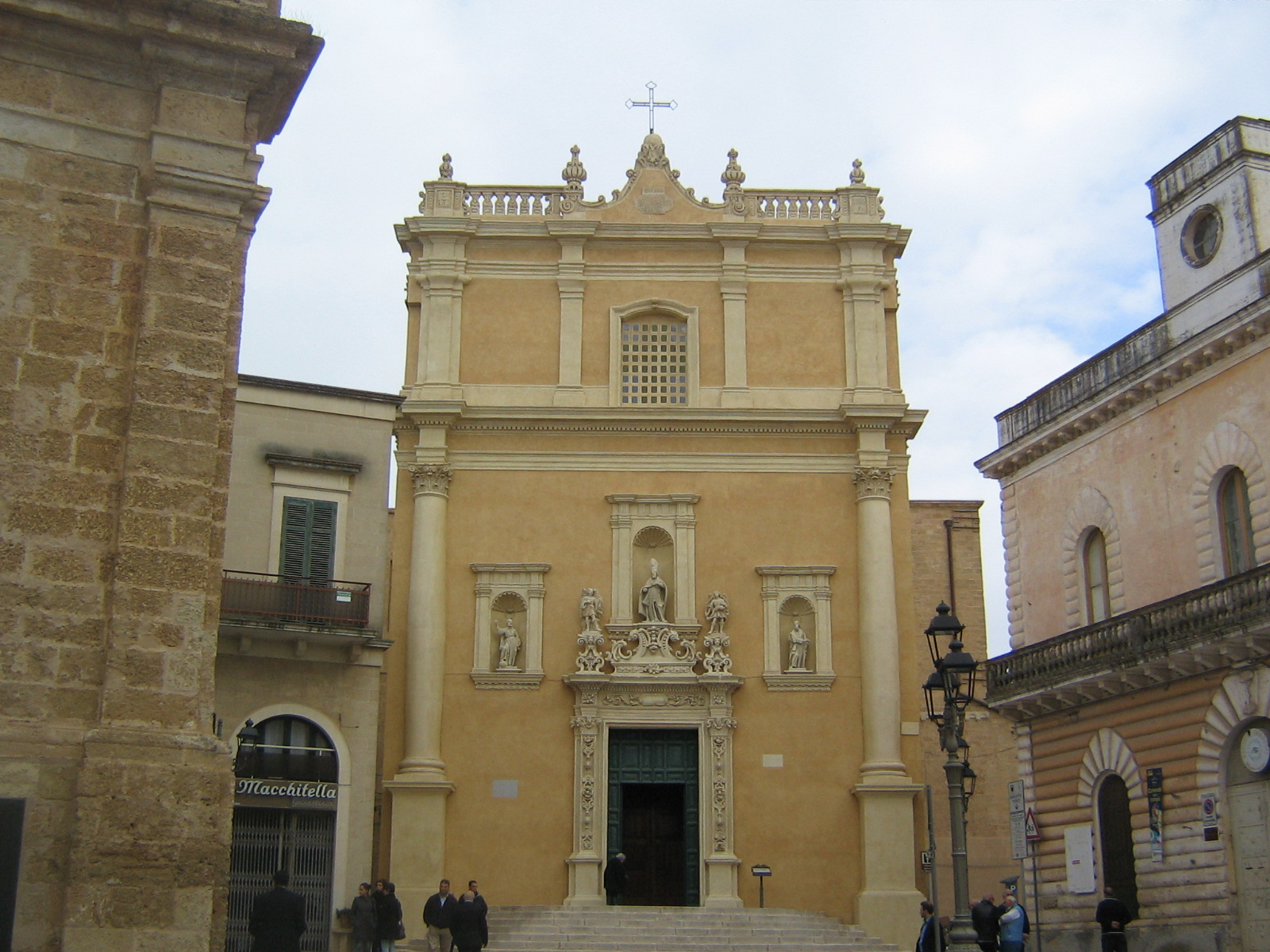
Chiesa madre

#### Chiesa madre
La chiesa matrice, edificata nel tipico barocco leccese nei primi anni del XVIII secolo, è dedicata a Maria SS. Annunziata. Sorge sulle fondamenta di un preesistente edificio, risalente al Cinquecento e di cui rimangono i caratteristici archetti.
L'elegante facciata è caratterizzata da una balaustra e dalla presenza di tre nicchie; la prima, centrale e sovrastante il portale, ospita la statua di San Giovanni l'Elemosiniere; le altre, poste ai lati, conservano le statue di San Pietro e di San Paolo.
All'interno, a croce latina, si possono ammirare numerosi dipinti tra cui alcuni del leccese Oronzo Tiso e del Coppola. L'altare maggiore è in marmi policromi così come la balaustra. Dietro l'altare maggiore si colloca il coro ligneo del 1700; della stessa epoca è la balaustra della cantoria e l'organo a canne. Nella parete di controfacciata, vi è collocato un dipinto di 50 m² che raffigura l'episodio biblico della fornace di Babilonia, realizzato nel 1763 dal Tiso. 
Nove sono gli altari laterali finemente lavorati e scolpiti nella tenera pietra leccese. Alcuni di essi, così come il portale d'ingresso, provengono dalla Chiesa di San Francesco della Scarpa di Lecce e furono trasportati nel 1874 allo scopo di arricchire la decorazione dell'edificio. Nel 1911 venne poi realizzato il timpano dell'ingresso della chiesa da uno degli ebanisti più apprezzati del luogo (medaglia d'oro all'esposizione internazionale di Genova del 1913) Plantera Pasquale di Casarano.

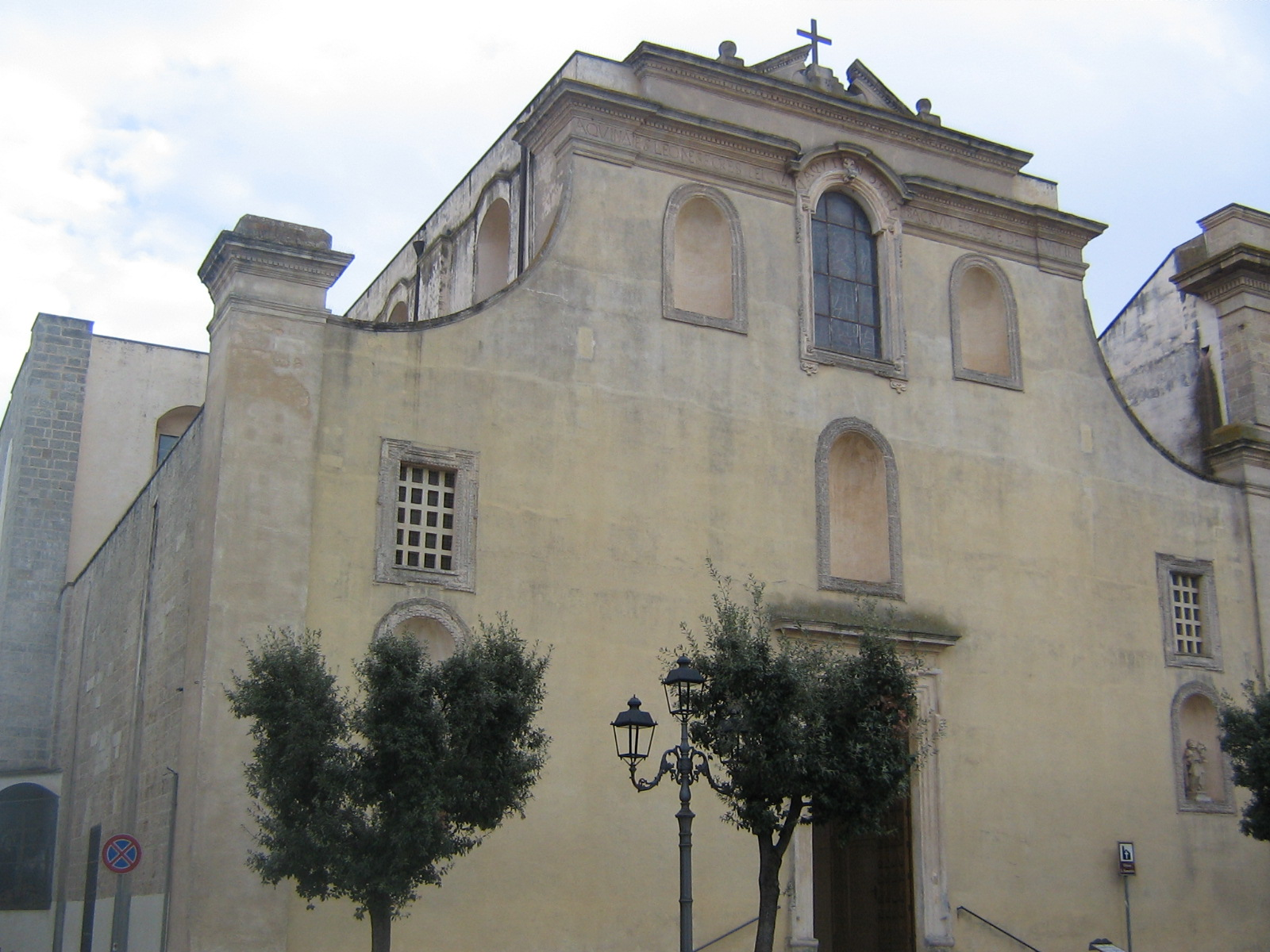
Chiesa di San Domenico

#### Chiesa di San Domenico
La chiesa di San Domenico è una struttura barocca edificata nel XVII secolo. Sorge sui resti di una chiesa precedente, forse del Quattrocento e assunse il nuovo aspetto solo nel 1738 in seguito all'ampliamento absidale. La dedicazione dell'edificio non è stata sempre la stessa. Dapprima dedicata a Santa Maria delle Grazie, fu in seguito intitolata a San Tommaso d'Aquino e infine a san Domenico. Addirittura la prima chiesa quattrocentesca era dedicata a Santo Stefano.
La chiesa presenta una pianta a croce latina con tre navate, una centrale e due laterali. Lungo le navate insistono alcuni altari di modeste dimensioni e pregio artistico. Nel transetto sono posizionati i due altari più importanti, entrambi dedicati a san Domenico: a sinistra vi è la tela raffigurante sogno di San Domenico che con la sua dottrina regge le sorti della Chiesa, nell'altare di destra vi è la tela raffigurante Vergine che porge a San Domenico la coroncina del Rosario; quest'ultima opera del maestro Saverio Lillo, la cui paternità è stata scoperta durante i lavori di restauro nel 2011. Interessante è inoltre la tela raffigurante Maria circondata da angeli festanti sovrastati dalla Santissima Trinità. La chiesa conserva numerose statue raffiguranti santi: san Luigi e santa Lucia collocati in altari laterali a loro dedicati, san Domenico, san Giuseppe (con la confraternita a lui dedicata), san Biagio, san Pietro (questi ultimi tre sono opera del maestro Giuseppe Manzo (1849-1942)), Gesù Misericordioso, santa Teresa del Bambin Gesù, san Tommaso d'Aquino, santa Rita da Cascia, sant'Antonio da Padova, la Madonna del Rosario, l'Addolorata, l'Immacolata, la Madonna del Carmelo e i santi Medici. Il 4 dicembre, in occasione della festa di santa Barbara, ospita la statua della santa, conservata durante il resto dell'anno nel Circolo dei Minatori, loro protettrice e dove ritorna con una processione.
Sulla facciata esterna vi sono collocati due santi domenicani nelle nicchie inferiori: san Giacinto di Polonia e san Pietro da Verona.
Adiacente alla Chiesa, si innalza l'ex convento dei Domenicani, ora palazzo municipale, realizzato nei primi anni del XVII secolo.

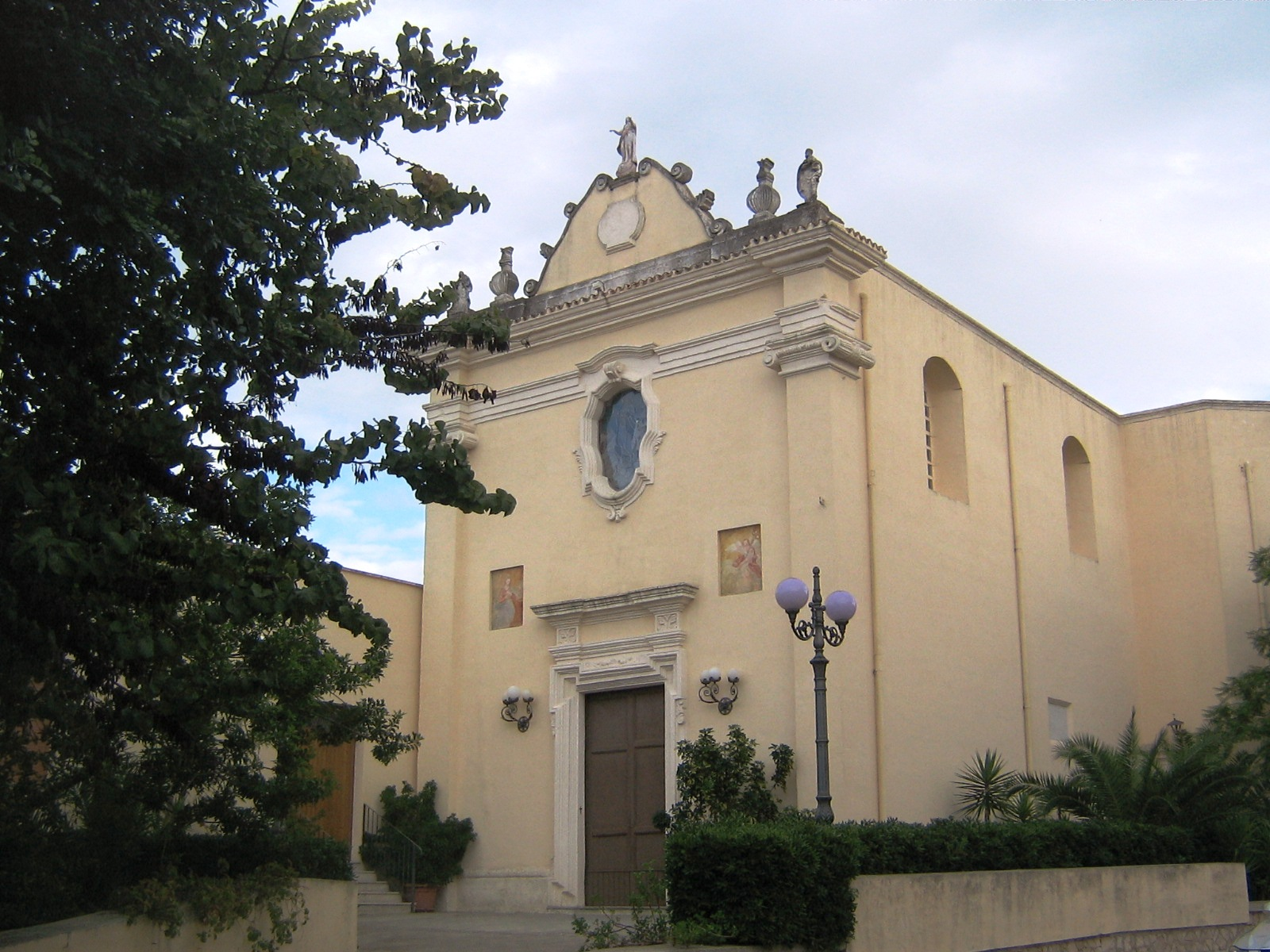
Chiesa dell'Immacolata

#### Chiesa dell'Immacolata
La chiesa dell'Immacolata fu riedificata, ex novo, nel 1743 sui resti di una struttura del Cinquecento dedicata alla Vergine Annunziata. La chiesa, che venne eretta con i fondi stanziati dalla Confraternita dell'Immacolata, fu consacrata nel 1760.
Presenta una sobria facciata caratterizzata da una piccola finestra ovale e da un portale inquadrato in una cornice e sormontato da un architrave. Durante i recenti lavori di restauro del prospetto sono riemersi due affreschi settecenteschi raffiguranti la Madonna Annunziata e l'Arcangelo Gabriele.
L'interno, ad aula unica, è uno scrigno di pregevoli opere d'arte. Sei tele, del pittore salentino Oronzo Tiso, raffigurano episodi della vita della Vergine: la Presentazione al Tempio di Maria, l'Annunciazione, la visita a Santa Elisabetta, la Purificazione, la Natività di Maria e l'Assunzione.
Adiacente alla chiesa è il monumentale Calvario realizzato dal 1913 al 1918. Nel muro semicircolare sono presenti cinque grandi edicole con i Misteri della Passione di Gesù.

#### Chiesa e Convento di Santa Maria degli Angeli
La chiesa, insieme al convento, fu edificata nel 1582 e intitolata inizialmente all'Immacolata. Successivamente questo titolo fu sostituito con quello di San Francesco d'Assisi e solo in un secondo momento fu dedicata a Santa Maria degli Angeli. L'origine della costruzione è legata ad un miracolo operato dalla Madonna di Leuca a Salve nel 1569.
La struttura, originariamente a navata unica, subì nel corso dei secoli diverse modifiche fra le quali l'aggiunta delle due navate laterali. Il nucleo originario è in stile tardo barocco con alcuni tratti, specie nella zona absidale, manieristici. L'attiguo convento, sede dal 1897 dei Frati Minori, risulta essere snaturato da incaute ristrutturazioni.

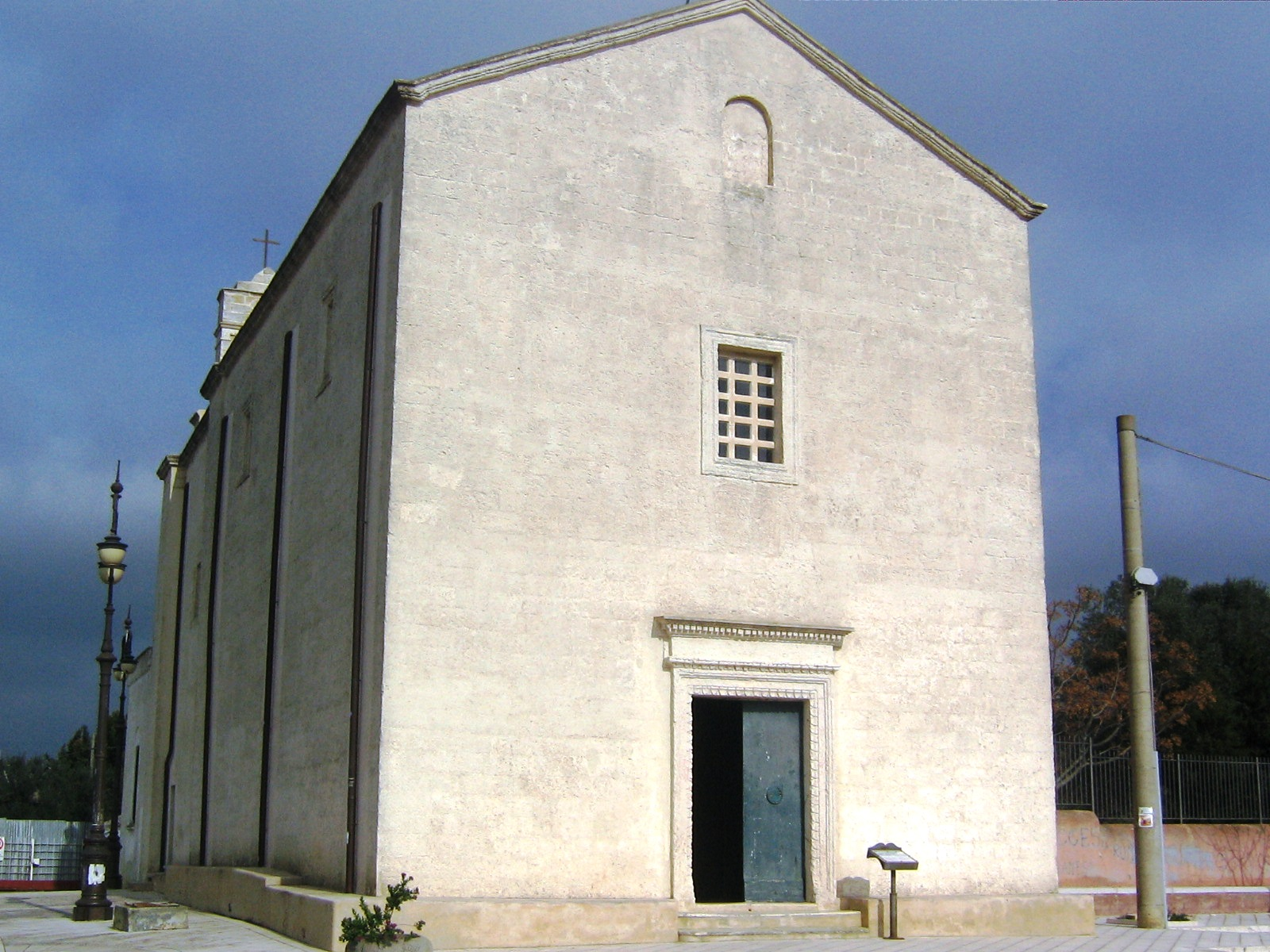
Chiesa Madonna della Campana

#### Altre chiese
- Chiesa di Sant'Elia - Piccola chiesa costruita intorno all'anno 1000. Presenta deboli tracce di affreschi.
- Chiesa dei Santi Pietro e Paolo - XVIII secolo
- Chiesa di Santa Lucia - XVIII secolo
- Chiesa della Pietà - XVIII secolo
- Chiesa di San Lorenzo - XVIII secolo
- Chiesa di San Giuseppe - XIX secolo
- Chiesa di San Giovanni - piccola cappella dove fu portato il santo patrono dopo il miracolo

### Architetture civili
Palazzo Nuccio

Il palazzo Nuccio, legato all'omonima famiglia dell'alta borghesia latifondista dell'800, fu edificato agli inizi del XIX secolo su un sito preesistente tra cui v'era l'antica Chiesa dei Domenicani, poi trasferiti nel vicino antico convento ora palazzo municipale. Terminato nel 1881 per garantire un immobile di rappresentanza al giovane rampollo Pompeo, poi sposatosi con la Marchesa Celeste Arditi di Castelvetere, include al suo interno l'antica Cappella di San Giuseppe ed il più antico pozzo di Casarano, dove la tradizione vuole che i casaranesi attingessero acqua sin dall'abbandono del borgo di Casaranello. 

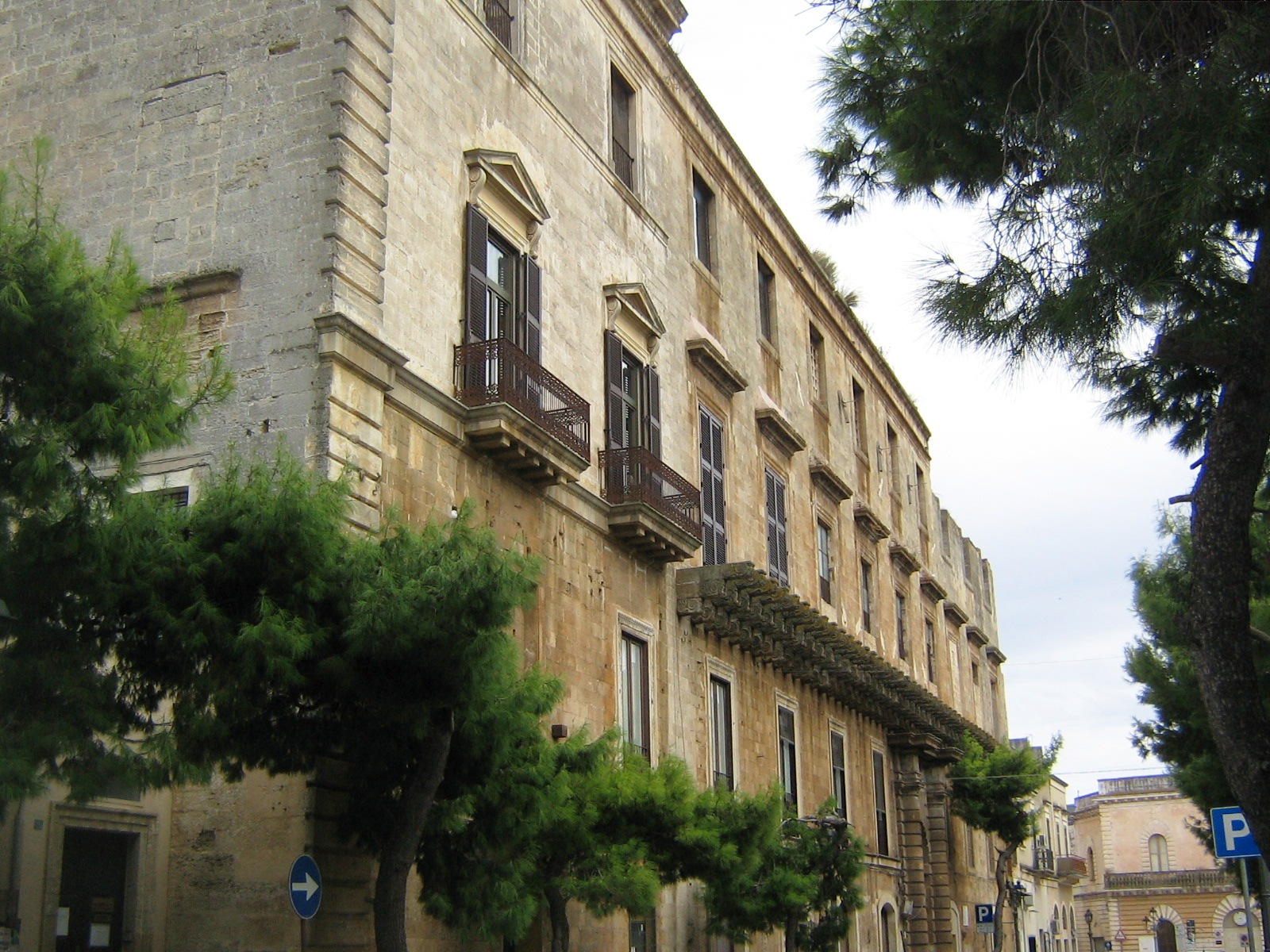
Palazzo D'Aquino

#### Palazzo D'Aquino
Il palazzo baronale dei D'Aquino, feudatari della città dal 1637 alla fine del Settecento, risale al XVII secolo. Attualmente è conosciuto con il nome di Palazzo De Lorenzi dal nome della famiglia proprietaria.
L'edificio, che costituisce la residenza storicamente più importante di Casarano, fu realizzato sulle vestigia di un antico castello. Presenta un prospetto lungo oltre 50 metri caratterizzato dal monumentale portale d'ingresso a semicolonne fasciate e da una lunga serie di 53 mensole su ognuna delle quali c'è una maschera apotropaica differente. Le mensole avrebbero dovuto reggere il balcone della grande sala del palazzo, ma la struttura non fu mai portata a termine in quanto, sul finire del Settecento, la famiglia D'Aquino ritornò a Napoli, sua città d'origine. All'interno è possibile ammirare la piccola chiesetta dedicata a Sant'Anna.

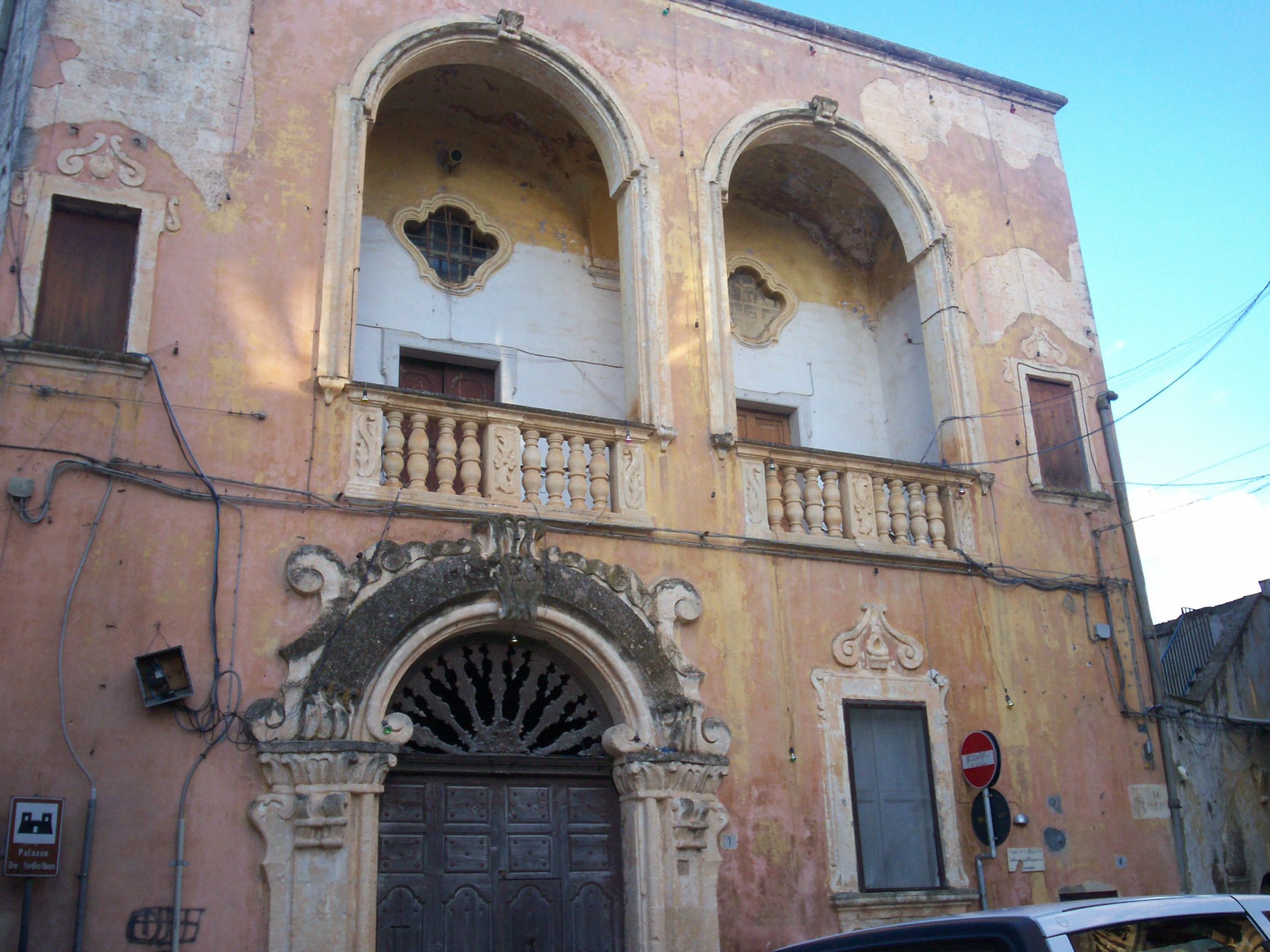
Palazzo De Judicibus

#### Palazzo De Judicibus
Palazzo De Judicibus, attualmente di proprietà comunale, è situato in Piazza D'Elia. Fu edificato nel Seicento, ma subì nel corso dei secoli rilevanti rifacimenti e l'attuale aspetto è dovuto agli interventi del XVIII secolo. 

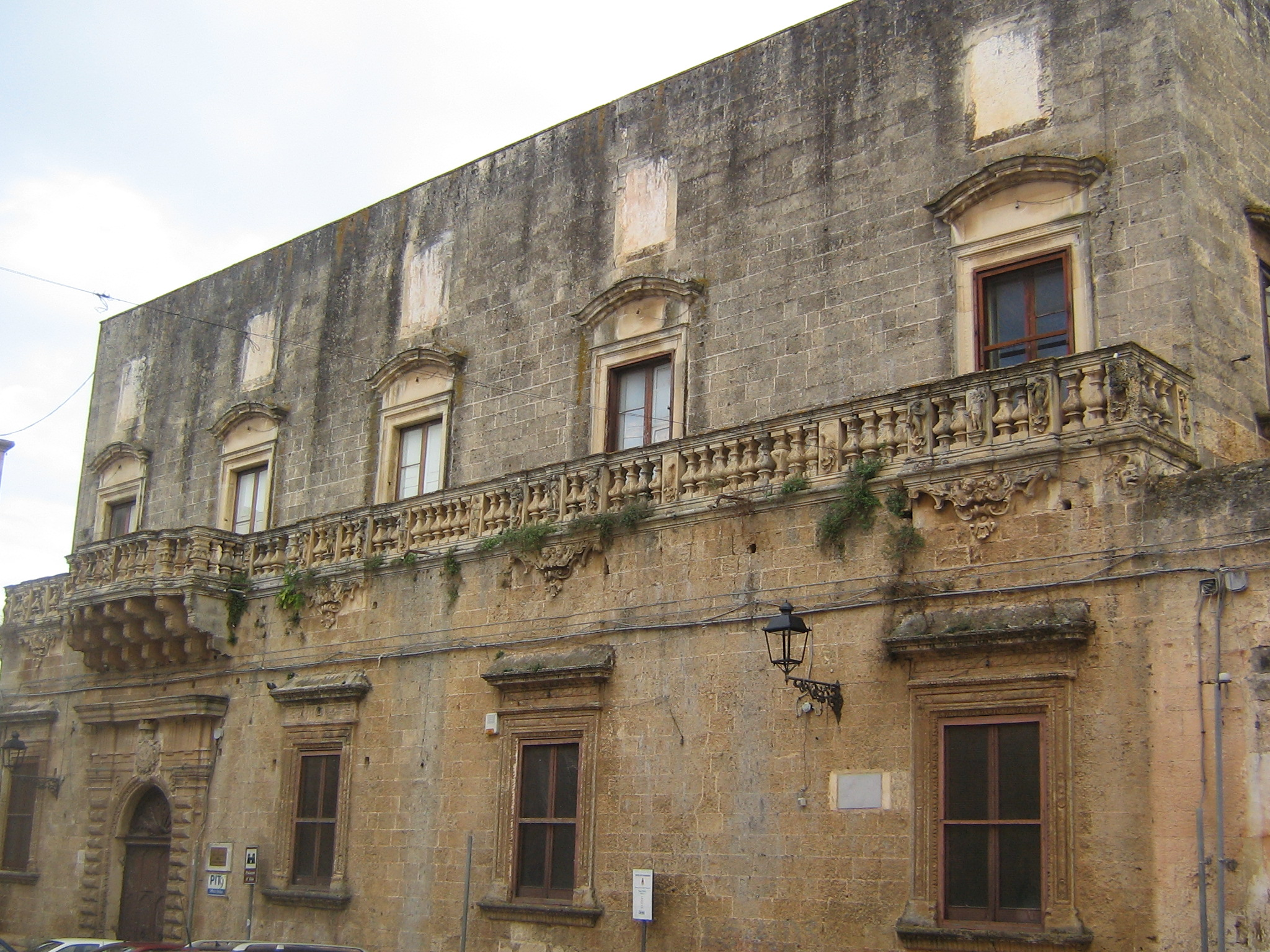
Palazzo D'Elia

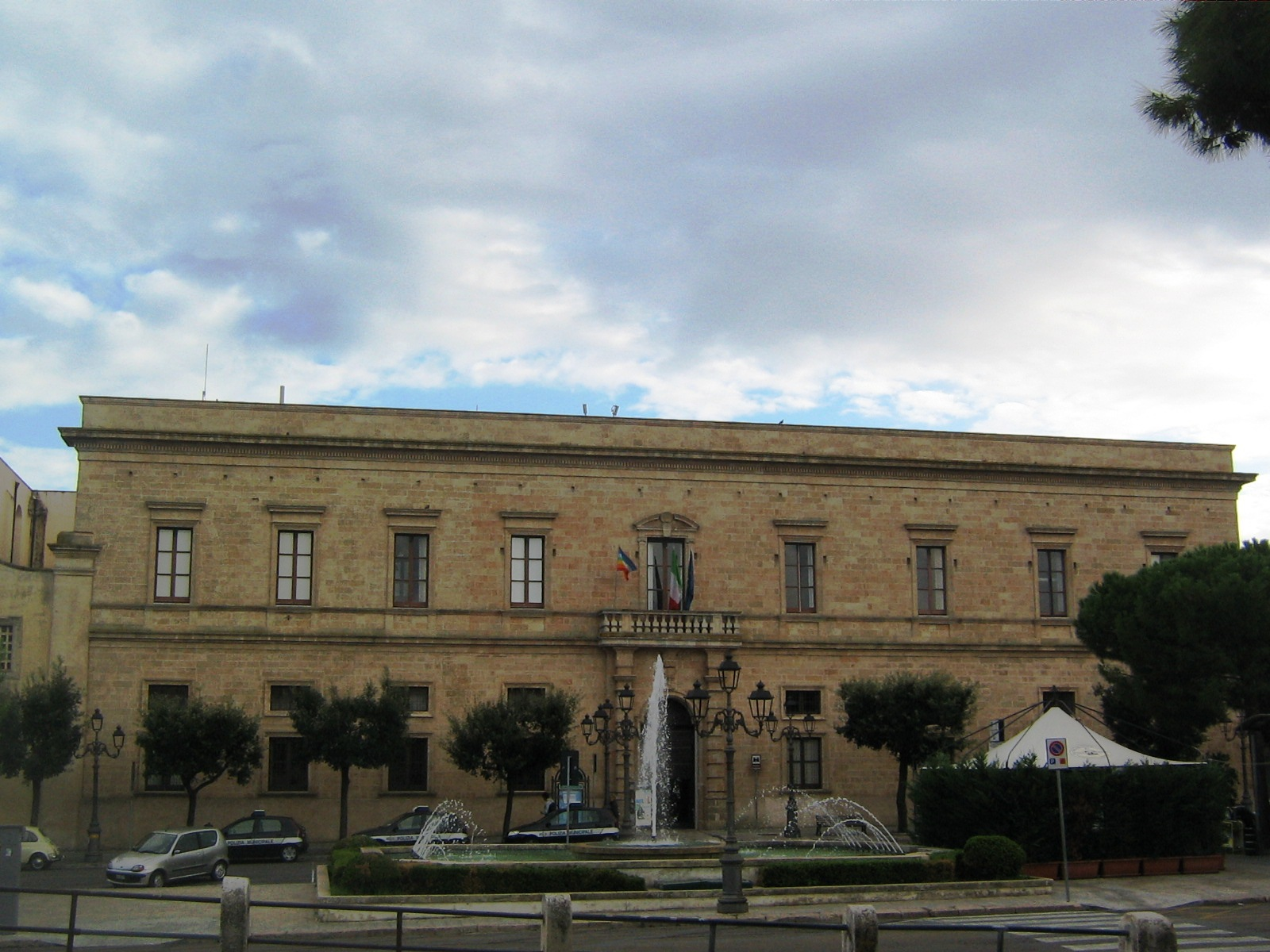
Ex Palazzo dei Domenicani

Il prospetto presenta un barocco portale a volute sormontato da una loggia con due finestroni a forma di cuore e da un'elegante balaustra. L'interno, abitato sino ad alcuni decenni fa dalla famiglia De Judicibus, custodisce un ampio cortile impreziosito dalla presenza di palme secolari.

#### Palazzo D'Elia
Palazzo D'Elia, di origine cinquecentesca, si affaccia sull'omonima piazza con un'imponente facciata. La facciata è divisa in due ordini da una lunga balaustra in pietra leccese, la cui linearità è interrotta da un balcone sostenuto da sette mensole decorate con putti e statuine. Il portale, che si apre sotto il balcone, è sormontato dallo stemma della famiglia, raffigurante il profeta Elia su di un carro mentre attraversa le fiamme. L'interno, ricco di grandi stanze finemente decorate, ospita una piccola cappella gentilizia e un frantoio ipogeo. L'edificio, di proprietà comunale, fu sede di pretura durante il Regno d'Italia; attualmente viene utilizzato come centro di attività culturali.

#### Ex Palazzo dei Domenicani - Palazzo Municipale
Il Palazzo dei Domenicani, ora sede del Municipio, sorge affiancato alla Chiesa di San Domenico. L'edificio, la cui edificazione avvenne a partire dal 1619, ospitò i frati dell'Ordine dei Domenicani. Il convento fu soppresso nel 1652 da papa Innocenzo IX, per arginare l'espansione di alcuni ordini monastici.
La struttura, nonostante risalga alla prima metà del XVII secolo, si presenta con uno stile architettonico più vicino al tardo Cinquecento. Il lungo e severo prospetto è caratterizzato da una doppia fila di finestre e da un portale sormontato dallo stemma della città e da un piccolo balcone. Attraverso il portale si accede al caratteristico chiostro interno di forma quadrangolare. L'edificio, già divenuto di proprietà del demanio nell'Ottocento, fu acquistato dal comune nel 1904.

### Monumenti

#### Torre dell'Orologio e Sedile
La torre dell'orologio, insieme al sedile cinquecentesco, sono situati in Piazza San Giovanni, nei pressi della Chiesa Matrice. La torre, innalzata nel 1730 in carparo locale, è composta da tre ordini sulla sommità dei quali sono posizionate le due campane che scandiscono le ore.
Adiacente alla torre dell'orologio è il sedile, sede nel periodo feudale del decurionato, ovvero era il luogo dove i rappresentanti del popolo discutevano dei problemi della città.

#### Colonna di San Giovanni Elemosiniere
La colonna di San Giovanni Elemosiniere, costruita nel 1850 e recentemente restaurata, si innalza nella centrale Piazza San Giovanni. Realizzata in pietra tufacea di Cursi, l'alta colonna è di forma ottagonale, piuttosto tozza nel basamento e svettante nel secondo ordine arricchito dalla presenza di otto nicchie che sorreggono il plinto su cui poggia un fusto scanalato con la statua del patrono.

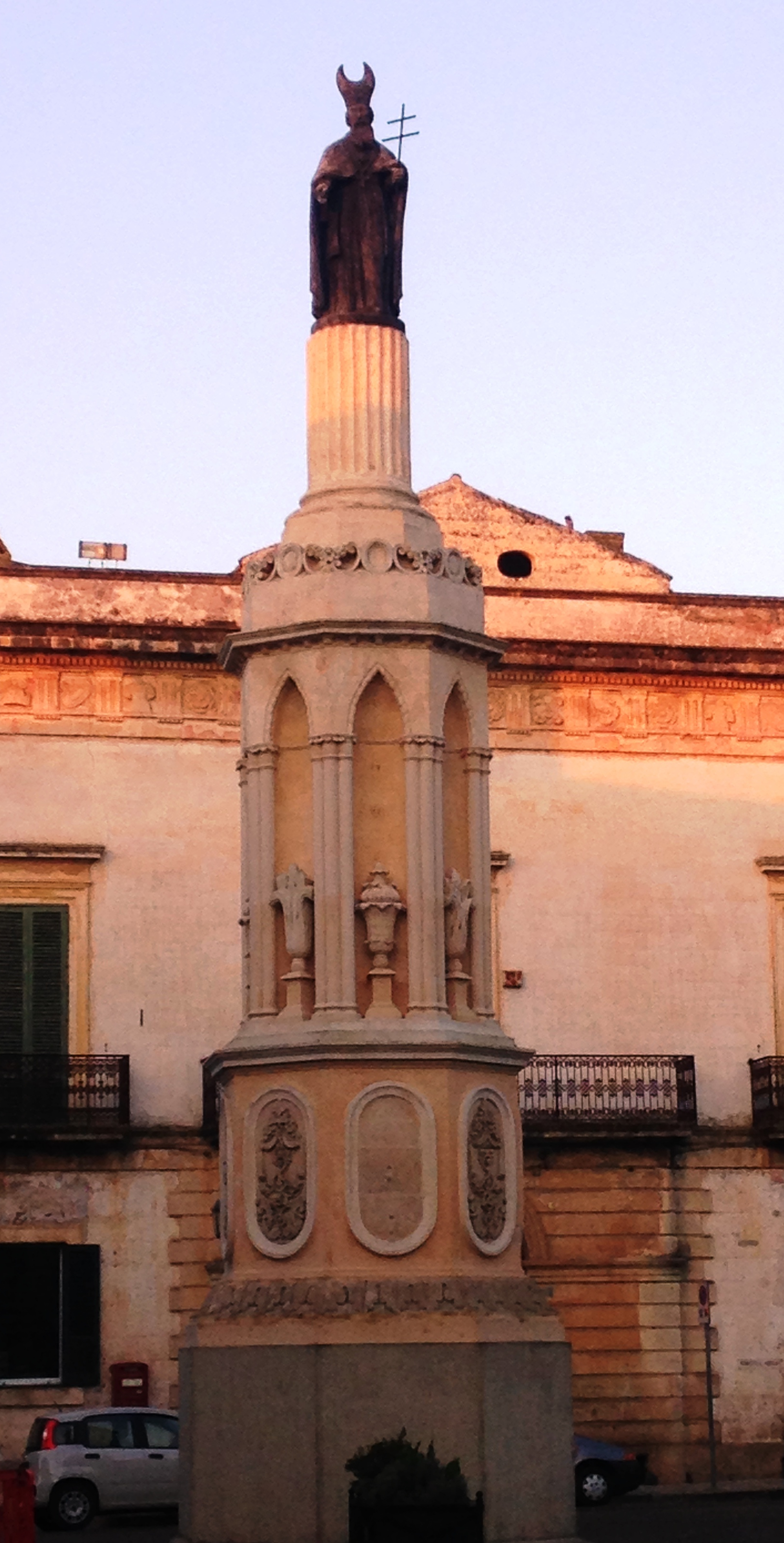
Colonna di San Giovanni Elemosiniere

#### Vittoria Alata
Inaugurato il 18 maggio 1929, il monumento bronzeo, recentemente restaurato, è stato realizzato da Renato Brazzi, artista parmense, su iniziativa dei cittadini, i quali, a seguito della prima guerra mondiale, fondarono un comitato per raccogliere dei fondi per commissionare l'opera. Inizialmente il monumento doveva collocarsi in piazza san Giuseppe, ma successivamente fu stabilito il luogo attuale, vale a dire negli odierni Giardini comunali William Ingrosso. Il basamento è composto dalla pietra calcarea provenienti dalla vicine cave dell'area Crocefisso.

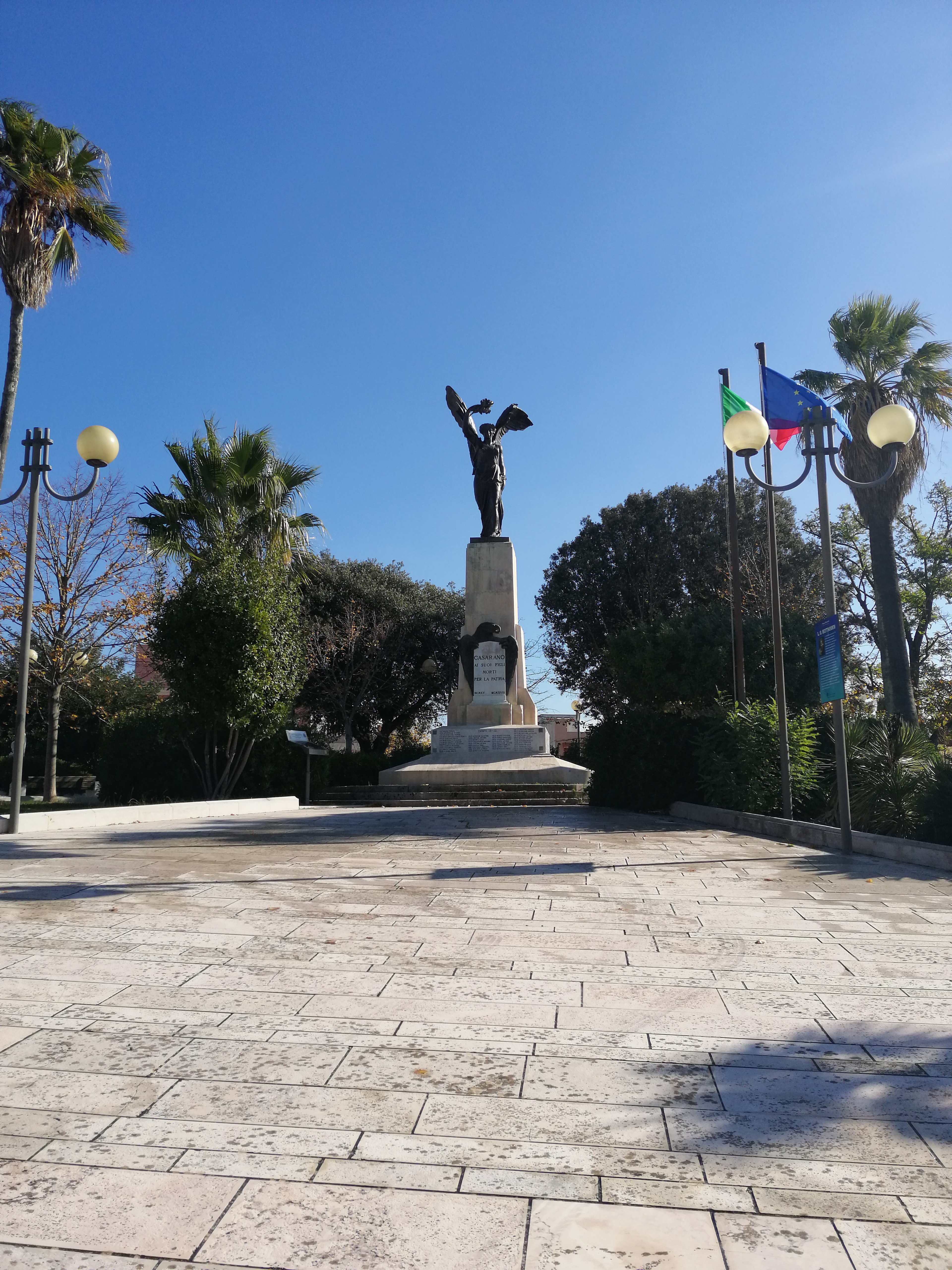
Vittoria alata

Inizialmente il monumento venne recintato da una ringhiera in ferro, che venne successivamente smantellata durante la seconda guerra mondiale (per necessità belliche). Inoltre nei pressi del monumento vi sono conservati anche due cannoni e due proiettili ex-preda austriaca.

### Siti archeologici
In Contrada Cisternella nel 1996 viene alla luce l'esistenza di una necropoli medievale risalente agli VIII - XIII sec. Si tratta del rinvenimento di un piccolo cimitero, composto da alcune tombe scavate nella roccia di forma trapezoidale, tipiche dell'epoca paleocristiana altomedievale, orientate da est verso ovest e provviste di poggiatesta, che hanno permesso di conservare fino ai nostri giorni dei frammenti di corredo ceramici e di resti mortali. Le tombe hanno una dimensione di 180 cm di lunghezza e 60 cm di larghezza, con due tombe di più piccole dimensioni (40 × 20 cm), probabilmente destinate a bambini. Da alcuni studi svolti dalla Soprintendenza per i Beni archeologici di Lecce, si è giunti alla conclusione che tale luogo fosse collegato con la vicina chiesa di Santa Maria della Croce.

## Confraternita di Maria SS. Immacolata
Dopo l'elargizione, ad opera di papa Clemente VIII, di una serie di indulgenze ai fedeli della chiesa dell'Immacolata, nel 1619 nella stessa chiesa su iniziativa del Padre domenicano fra' Reginaldo da Martina Franca fu fondata la Confraternita omonima. Si trattava originariamente di una confraternita maschile, aggregata all'Arciconfraternita dell'Immacolata Concezione, eretta presso la Basilica di San Lorenzo in Damaso, a Roma. Gli statuti furono elaborati sulla base di quelli già disposti per la Congregazione della S. Concezione di Napoli.
Secondo l'uso, le finalità della confraternita furono l'organizzazione delle cerimonie liturgiche, la cura della chiesa e la raccolta delle elemosine da distribuire ai bisognosi.
Con l'edificazione della nuova chiesa dell'Immacolata (1751) e la successiva consacrazione (1760), si trasferì al 26 novembre il lucro dell'indulgenza.

Solo a fine Ottocento furono ammesse ad iscriversi anche le consorelle, limitatamente alla fruizione dei privilegi spirituali e al diritto di sepoltura nella cappella funeraria: solo nel 1945 fu concesso loro di partecipare all'amministrazione della Congrega con annessi diritti e doveri. Dopo la costituzione della sezione femminile, si raggiunsero, negli anni cinquanta, i mille iscritti. 
Attualmente gli iscritti sono circa cinquecento, in prevalenza donne. Compiti della confraternita sono organizzare le celebrazioni in onore dell'Immacolata e i riti della Settimana Santa, in particolare l'imponente processione del venerdì Santo.

## Società

### Evoluzione demografica
Abitanti censiti

### Etnie e minoranze straniere
Al 31 dicembre 2020 a Casarano risultano residenti 399 cittadini stranieri. Le nazionalità principali sono:

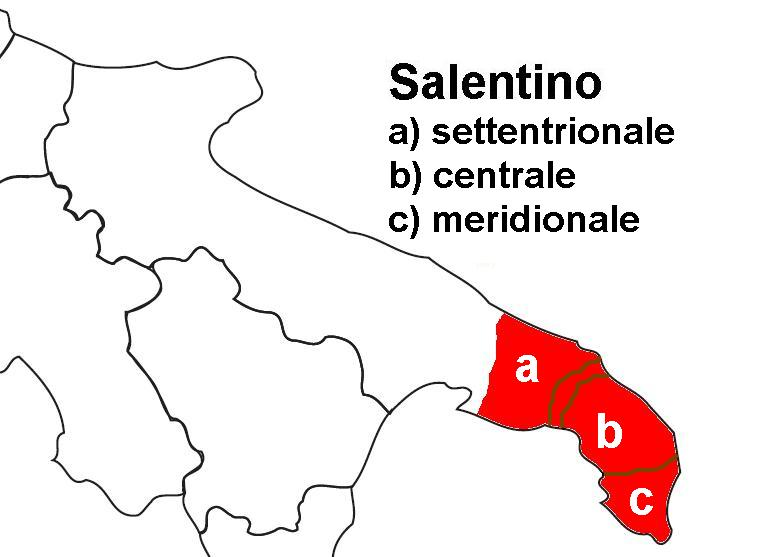
Diffusione del dialetto salentino

- Romania - 135
- Marocco - 63
- Albania - 55

- Cina - 31
- Nigeria - 21

### Lingue e dialetti
Il dialetto parlato a Casarano è il dialetto salentino nella sua variante meridionale. Il dialetto salentino si presenta carico di influenze riconducibili alle dominazioni e ai popoli stabilitisi in questi territori che si sono susseguite nei secoli: messapi, greci, romani, bizantini, longobardi, normanni, albanesi, francesi, spagnoli.

## Cultura

### Istruzione

#### Biblioteche
- Biblioteca comunale "Gian Battista Lezzi". Intitolata a un illustre casaranese bibliografo vissuto nel XVII secolo, dispone di un patrimonio librario di circa 4.700 volumi.

#### Scuole
Sono presenti 7 scuole dell'infanzia, 3 scuole primarie, 3 scuole secondarie di I grado e 6 scuole secondarie di II grado.

#### Musei
- Museo del Minatore
- Museo della Civiltà Contadina

### Eventi

#### Feste patronali
Particolarmente sentito è il culto dei santi patroni della città: san Giovanni Elemosiniere e la Madonna della Campana. 
La devozione al Santo protettore si estrinseca in tre importanti appuntamenti: il 23 gennaio, giorno della solennità liturgica in cui spicca la tradizionale processione col simulacro del Santo accompagnato dalla Confraternita omonima. La terza settimana di maggio, si aprono gli sfarzosi festeggiamenti nuovamente dedicati a san Giovanni nella festa cosiddetta "del Patrocinio". Imponenti luminarie, concerti bandistici, la grande fiera mercato e soprattutto la gara pirotecnica finale che attira migliaia di appassionati, sono i principali condimenti di una festa che non ha mai conosciuto momenti di crisi e grazie all'impegno del Comitato viene sempre più valorizzata ed ampliata. Ultimo appuntamento è il 31 maggio dove si commemora l'evento miracoloso compiuto da san Giovanni Elemosiniere quando nel 1842 salvò la comunità da violente e distruttive piogge torrenziali. Anche qui immancabile la solenne processione che si porta sul luogo del miracolo per commemorarne l'anniversario. Nel mese di aprile, cadono i festeggiamenti per la Madonna della Campana, compatrona della città, le cui imponenti processioni sono caratterizzate dalla presenza di miriadi di bambine e bambini vestiti da angioletti e verginelle che "scortano" i simulacri dei Santi. Anche qui è presente san Giovanni Elemosiniere che accompagna la Vergine nei vari momenti della festa.

## Economia
L'economia cittadina è incentrata prevalentemente sull'industria calzaturiera, il suo indotto e nei servizi alle imprese, con la presenza di molteplici aziende operanti nel settore "terziario" e "servizi". Ben consolidato è anche il settore delle costruzioni e della prefabbricazione.
È uno dei comuni più industrializzati del Salento e svolge un ruolo di centro focale di un'ampia area del sud della provincia in qualità di principale luogo di uffici, scuole e commerci.

## Infrastrutture e trasporti

### Strade
I collegamenti stradali principali sono rappresentati da:
- Strada statale 274 - Santa Maria di Leuca - Gallipoli
- Strada statale 101 - Gallipoli - Lecce.

### Ferrovie
La città è servita da una stazione ferroviaria posta sulle linee Casarano-Gallipoli e Novoli-Gagliano del Capo delle Ferrovie del Sud Est.

## Amministrazione
Di seguito è presentata una tabella relativa alle amministrazioni che si sono succedute in questo comune.
| Periodo           | Periodo           | Primo cittadino           | Partito                     | Carica              | Note   |
| ----------------- | ----------------- | ------------------------- | --------------------------- | ------------------- | ------ |
| 3 marzo 1989      | 9 agosto 1990     | Ottavio Casarano          | Democrazia Cristiana        | Sindaco             | [ 14 ] |
| 9 agosto 1990     | 29 gennaio 1993   | Cosimo Ferilli            | Democrazia Cristiana        | Sindaco             | [ 14 ] |
| 29 marzo 1993     | 14 giugno 1994    | Pasquale Casto            | Partito Socialista Italiano | Sindaco             | [ 14 ] |
| 5 dicembre 1994   | 30 novembre 1998  | William Marcello Ingrosso | -                           | Sindaco             | [ 14 ] |
| 30 novembre 1998  | 2 febbraio 1999   | William Marcello Ingrosso | centro-sinistra             | Sindaco             | [ 14 ] |
| 18 giugno 1999    | 14 giugno 2004    | Remigio Michele Venuti    | centro-sinistra             | Sindaco             | [ 14 ] |
| 15 giugno 2004    | 23 giugno 2009    | Remigio Michele Venuti    | centro-sinistra             | Sindaco             | [ 14 ] |
| 23 giugno 2009    | 6 aprile 2011     | Ivano De Masi             | centro-sinistra             | Sindaco             | [ 14 ] |
| 13 dicembre 2011  | 16 giugno 2012    | Erminia Ocello            |                             | Comm. straordinario | [ 14 ] |
| 21 maggio 2012    | 25 giugno 2017    | Giovanni Stefano          | centro-destra               | Sindaco             | [ 14 ] |
| 25 giugno 2017    | 18 luglio 2020    | Giovanni Stefano          | centro-destra               | Sindaco             | [ 14 ] |
| 20 luglio 2020    | 21 settembre 2020 | Rosa Maria Simone         |                             | Comm. straordinario | [ 14 ] |
| 21 settembre 2020 | in carica         | Ottavio De Nuzzo          | lista civica                | Sindaco             | [ 14 ] |

### Gemellaggi
- Charleroi dal 2002
- Manoppello dal 2002
- Echedoros dal 2006
- Shangqiu dal 2019

## Sport

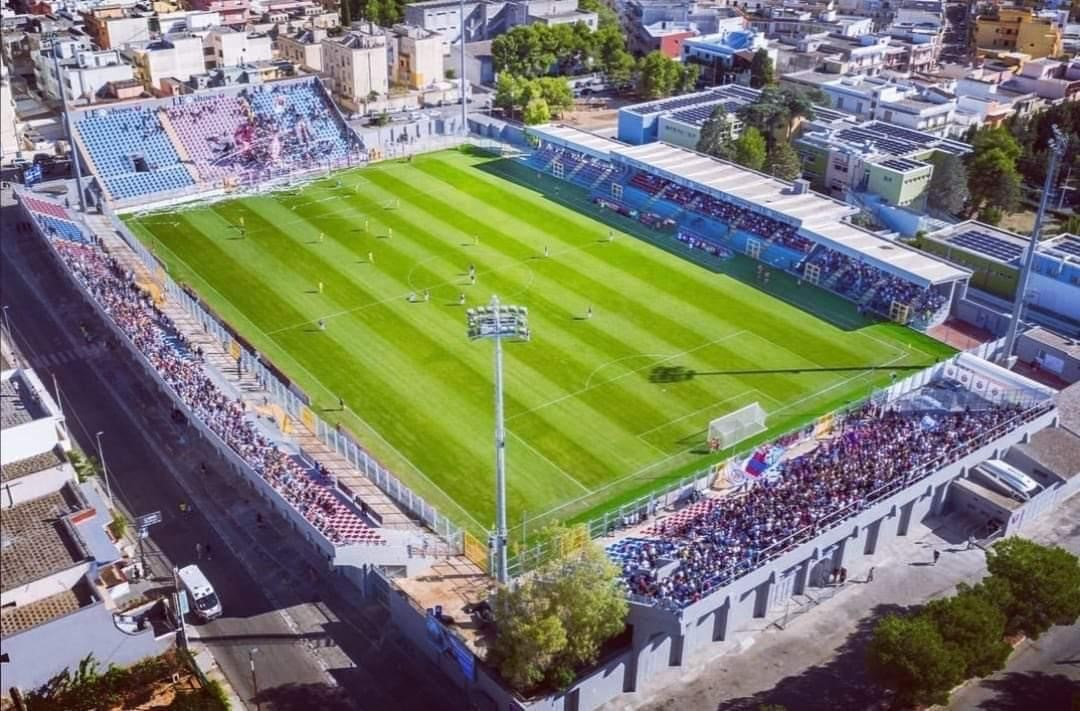
Veduta aerea dello stadio Giuseppe Capozza.

Le prime associazioni calcistiche nella città iniziano a sorgere nel 1927.

### Pallamano
Nel 2003 sorse la squadra di pallamano Handball Casarano, scioltasi per problemi economici nel 2012. Ha vinto 3 campionati nazionali, 2 Coppe Italia e 2 Supercoppe italiane.

### Calcio
Lo stadio Giuseppe Capozza, la cui costruzione è iniziata nel 1956, è stato sottoposto a ristrutturazione nel 1987 e nel 2007.
Alla fine degli anni settanta l'imprenditore Antonio Filograna, fondatore dell'azienda calzaturiera Filanto, entrò nel mondo del calcio rilevando il Casarano Calcio e portandolo ai vertici della Serie C1.
Nel 2006 l'imprenditore Paride De Masi diede vita ad una nuova società calcistica chiamata Virtus Casarano, che, vincendo i play-off del campionato di Promozione pugliese, approdò in Eccellenza. La squadra militò per tre anni in Serie D, sino al fallimento. È rifondata sotto il nome di Società Sportiva Dilettantistica Casarano Calcio (S.S.D. Casarano Calcio) e attualmente milita in Serie C